# Účetní období
Účetní období je období, za které účetní jednotka vyhotovuje účetní závěrku. Účetní období trvá zpravidla jeden rok (respektive 12 po sobě jdoucích kalendářních měsíců). Pouze v mimořádných případech může být kratší (například při zániku účetní jednotky), ale i delší (tato situace může nastat při změně účetního období z kalendářního roku na rok hospodářský).
Jako účetní období se uplatňuje:
- kalendářní rok, kdy je účetní období shodné s kalendářním rokem (začíná 1. ledna a končí 31. prosince) nebo
- hospodářský (fiskální) rok, kdy účetní období začíná jiným prvním dnem v měsíci než 1. ledna.